# Tmesisternus sexmaculatus
Tmesisternus sexmaculatus là một loài bọ cánh cứng trong họ Cerambycidae.